# DERL2
DERL2 (англ. Derlin 2) – білок, який кодується однойменним геном, розташованим у людей на короткому плечі 17-ї хромосоми. Довжина поліпептидного ланцюга білка становить 239 амінокислот, а молекулярна маса — 27 567.
| 10         |  | 20         |  | 30         |  | 40         |  | 50         |
| ---------- |  | ---------- |  | ---------- |  | ---------- |  | ---------- |
| MAYQSLRLEY |  | LQIPPVSRAY |  | TTACVLTTAA |  | VQLELITPFQ |  | LYFNPELIFK |
| HFQIWRLITN |  | FLFFGPVGFN |  | FLFNMIFLYR |  | YCRMLEEGSF |  | RGRTADFVFM |
| FLFGGFLMTL |  | FGLFVSLVFL |  | GQAFTIMLVY |  | VWSRRNPYVR |  | MNFFGLLNFQ |
| APFLPWVLMG |  | FSLLLGNSII |  | VDLLGIAVGH |  | IYFFLEDVFP |  | NQPGGIRILK |
| TPSILKAIFD |  | TPDEDPNYNP |  | LPEERPGGFA |  | WGEGQRLGG  |  |            |

A: Аланін

C: Цистеїн

D: Аспарагінова кислота

E: Глутамінова кислота

F: Фенілаланін

G: Гліцин

H: Гістидин

I: Ізолейцин

K: Лізин

L: Лейцин

M: Метіонін

N: Аспарагін

P: Пролін

Q: Глутамін

R: Аргінін

S: Серин

T: Треонін

V: Валін

W: Триптофан

Задіяний у такому біологічному процесі, як відповідь на порушення конформації білку. 
Локалізований у мембрані, ендоплазматичному ретикулумі.